# المناظرون العظماء (فلم)
المناظرون العظماء (بالإنجليزية: The Great Debaters) هو فيلم سيرة ذاتية ودراما تاريخية تم إصداره سنة 2007 من إخراج وبطولة دنزل واشنطن ومن إنتاج أوبرا وينفري وشركة إنتاجها «هاربو للإنتاج» والفيلم قائم على مقال لتوني شيرمان كُتب حول فريق مناظرة كلية وايلي لقضية ربيع1997 في مجلة «التراث الأمريكي»(مجلة ربع سنوية تختص بتاريخ وثقافة الأفرو-أمريكان)
وشارك بالبطولة فورست ويتكر وكيمبرلي إليز ونيت باركر وجيرمين وليامز.وكاتب السيناريو روبرت ايسيلي، وتم عرض الفيلم في دور العرض يوم 25 ديسمبر 2007.

## القصة
الفيلم قائم علي قصة حقيقية.وتدور أحداث الفيلم حول جهود مدرب المناظرات البروفيسور ميلفن تولسن (دنزل واشنطن) الذي ألهم طلاب كلية وايلي في تكساس وصنع منهم فريقاً للمناظرة. لوضع فريقه على قدم المساواة مع البيض في أمريكا الجنوبية خلال عِقد 1930.

## الممثلون
- دنزل واشنطن بدور ميلفن تولسن.
- فورست ويتكر بدور جيمس فارمر.
- نيت باركر

## روابط خارجية
- مقالات تستعمل روابط فنية بلا صلة مع ويكي بيانات